# Tournefeuille (Fluss)
Der Tournefeuille ist ein kleiner Fluss in Frankreich, der in den Regionen Okzitanien und Nouvelle-Aquitaine verläuft. Er entspringt im südlichen Gemeindegebiet von Payrac, entwässert generell Richtung Nordnordwest und mündet nach rund 15 Kilometern an der Gemeindegrenze von Saint-Julien-de-Lampon und Le Roc als linker Nebenfluss in die Dordogne. Im Unterlauf bildet der Tournefeuille die Grenze zwischen den Départements Lot und Dordogne und somit auch zwischen den beiden genannten Regionen. Außerdem verläuft er auf den letzten sieben Kilometern parallel zur Bahnstrecke Les Aubrais-Orléans–Montauban-Ville-Bourbon.

## Orte am Fluss
(Reihenfolge in Fließrichtung)
- Camy, Gemeinde Payrac
- Grangie, Gemeinde Anglars-Nozac
- Vidal, Gemeinde Rouffilhac
- Lamothe Haute, Gemeinde Lamothe-Fénelon
- Lamothe-Fénelon
- Travail, Gemeinde Nadaillac-de-Rouge
- Le Meytadier, Gemeinde Saint-Julien-de-Lampon
- Mareuil, Gemeinde Le Roc